# Cuestión Christie
La Cuestión Christie (Questão Christie) fue un grave conflicto diplomático entre el Imperio del Brasil y el Reino Unido. Iniciado en 1862 por las acciones del cónsul británico William Dougal Christie, llevó en 1863 a la ruptura de relaciones entre ambos estados, las que solo se restablecerían en 1865.

## Antecedentes
La aplicación del Tratado para la supresión de la trata de esclavos (Slave Trade Suppression Act, también llamada Bill Aberdeen) del 8 de agosto de 1845, y la aprobación de la ley Eusebio de Queiroz (4 de septiembre de 1850) destinada a frenar el tráfico de esclavos a Brasil, tuvo como resultado en la práctica una intensificación de la trata y el crecimiento del sentimiento antibritánico en Brasil. Si bien el líder conservador Eusébio de Queirós había defendido ante los legisladores la necesidad de tomar por sí mismos la decisión de poner fin al tráfico y preservar así la imagen de nación soberana, no se ocultaba a la opinión pública el papel de Gran Bretaña.
Pese a que con el tratado las tensiones entre ambos países habían disminuido a raíz de la terminación (o más bien reducción) del tráfico negrero, la percepción del acuerdo como una humillación nacional influiría en los futuros acontecimientos.

### El naufragio delPrince of Wales
El 2 de abril de 1861 el mercante británico Prince of Wales zarpó de Glasgow, Escocia, con destino a la ciudad de Buenos Aires, Argentina, con cargamento de carbón, cerámica, tejidos, aceite y vino.
Entre los días 5 y 8 de junio de 1861 el buque encalló en la costa de la entonces provincia de Rio Grande do Sul, en una región desértica de playas peligrosas a la altura del faro de Albardão, a 87 km de la barra del Arroyo Chuy.
En la tarde del 12 de junio el Juez de Paz del distrito de Albardão, Bento Venancio Soares comunicó al cónsul británico en Río Grande, Henry Prendergast Vereker, que se habían encontrado varios cuerpos en la costa víctimas de un naufragio.
Sospechando que se trataría de un buque británico, Vereker inició averiguaciones y el 14 pudo identificarse el barco por un papel hallado a una de las víctimas, por lo que en la mañana del 16 se hizo presente en la escena del naufragio, donde se encontraba ya a 10 hombres armados de la subdelegación de policía de la cercana Tahim a cargo de Faustino José da Silveira, cuñado de Bento Soares. Allí pudo comprobar que muchos de los barriles habían sido recientemente forzados y vaciados de su contenido.
El subdelegado Delfino Francisco Goncalvez le informó que se habían encontrado y sepultado diez cuerpos, ocho hombres, una mujer y una niña, pudiéndose identificar solo el del comandante del navío, John McKinnon.
El 20 de junio escribió al juez de paz de Río Grande Antonio Estevão de Bittencourt e Silva y a Joaquim Antão Fernandes Leão, presidente de la provincia, reclamando por la «culpable negligencia de las autoridades locales» y manifestando sus sospechas de que los náufragos hubieran sido asesinados por los saqueadores.

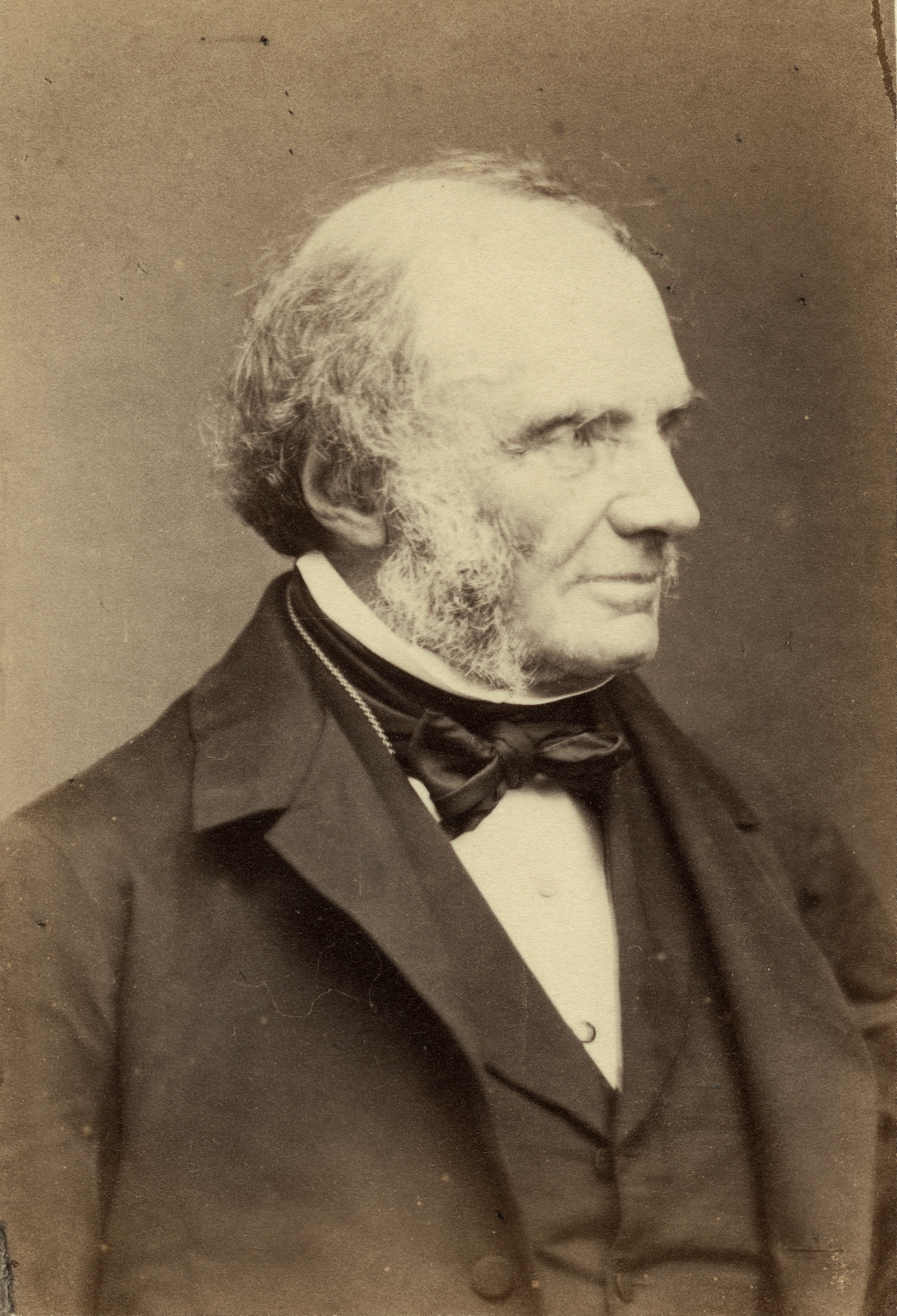
Lord John Russell, 1° Earl Russell

Los despachos de Vereker al secretario de Asuntos Exteriores Earl Russell pronto tuvieron respuesta. El 5 de septiembre el gobierno británico respondía al cónsul en Río Grande que «Es evidente a partir de su despachos que ha habido negligencia grave, si no mala conducta por parte de las autoridades locales de Brasil, y que incluso hay razones para sospechar que el saqueo de la carga, y de los efectos de los pasajeros, e incluso el el asesinato de algunos de los supervivientes del naufragio, han sido el resultado de que la negligencia». Seguidamente, se le comunicaba que el encargado de negocios en Río de Janeiro recibiría instrucciones de presionar a las autoridades imperiales.
Lord Russell dispuso también que el secretario de la legación de Río Evan P.M. Baillie transmitiera sus órdenes a la Estación Naval del Atlántico Sur, comandada por el contralmirante Richard Laird Warren, para que pusiera a disposición de Vereker la fuerza naval necesaria para acompañar sus gestiones.
A mediados de septiembre las investigaciones habían logrado detener solo a uno de los partícipes del saqueo, un indio llamado Mariano Pinto y señalar a otro, Manuel Maria Rodrigues, quien había huido al Uruguay. El delegado local de policía y juez municipal Antonio Ferreira Garcez y el subdelegado de Tahim manifestaban carecer de recursos y de toda colaboración de los vecinos quien se negaban aún a comparecer como testigos. Afirmaban carecer por completo de pruebas e incluso consideraban al «desafortunado indio Mariano Pinto (...) uno de los menos culpables porque no ocultó lo robado y de inmediato se entregó al inspector».
De la investigación surgía que si bien el 9 de junio se difundió la noticia del naufragio, los vecinos interesados en ocultar el saqueo lo comunicaron al inspector más cercano, que residía a 6 leguas del sitio, recién en la noche del día 11. El funcionario notificó al subdelegado de Tahim y se acercó al sitio del siniestro el siguiente día. Recién el 14 de junio tomó conocimiento oficial el delegado de policía.
El 17 de octubre Fernandes Leão debió dejar la presidencia del estado de Río Grande do Sul en manos del vicepresidente Patrício José Correia da Câmara, pero para comienzos de diciembre las nuevas investigaciones encargadas por Correia da Câmara al jefe de policía Darío Rafael Callado no habían arrojado nuevos resultados. Callado reiteraba las dificultades en encontrar a los verdaderos culpables y afirmaba que los sospechosos habían ya huido al Uruguay.
Pese a la opinión contraria de Vereker, y a instancias de Earl Russell, el embajador británico en Río de Janeiro William Dougal Christie instruyó al almirante Warren para que dispusiera el envío al área de una fuerza naval.
El 31 de marzo, convoyada por la HMS Oberon, la fragata HMS Sheldrake arribó a Río Grande conduciendo al capitán Thomas Saumarez, del HMS Forte (51 cañones), para colaborar con Vereker, a quien condujo el 4 de abril a Porto Alegre para entrevistarse con el nuevo presidente, Francisco de Assis Pereira Rocha, quien el 16 de enero de 1862 había reemplazado a Correia da Câmara.
A partir de ese momento creció la participación de Christie en el conflicto. Su contraparte era el ministro de Relaciones Exteriores del Brasil, Benevenuto Augusto Magalhães Taques (1818-1881), miembro desde el 10 de julio de 1861 del gabinete conducido por el conservador Luis Alves de Lima e Silva, Duque de Caxias. Christie tenía también «mucha confianza en la rectitud del presente Ministro de Justicia», Francisco de Paula Negreiros de Saião Lobato, pero no hubo avance alguno.
Ante la falta de avances, de común acuerdo con Vereker en abril Saumarez dejó Río Grande para reunirse con Warren en Montevideo, pero la decisión no fue del agrado de Russell, quien el 4 de julio envió una lacónica nota a Christie: «Tengo que ordenarle insistir en una adecuada investigación sobre las circunstancias del naufragio del barco Prince of Gales, y que un oficial británico debería estar en el terreno durante la investigación».

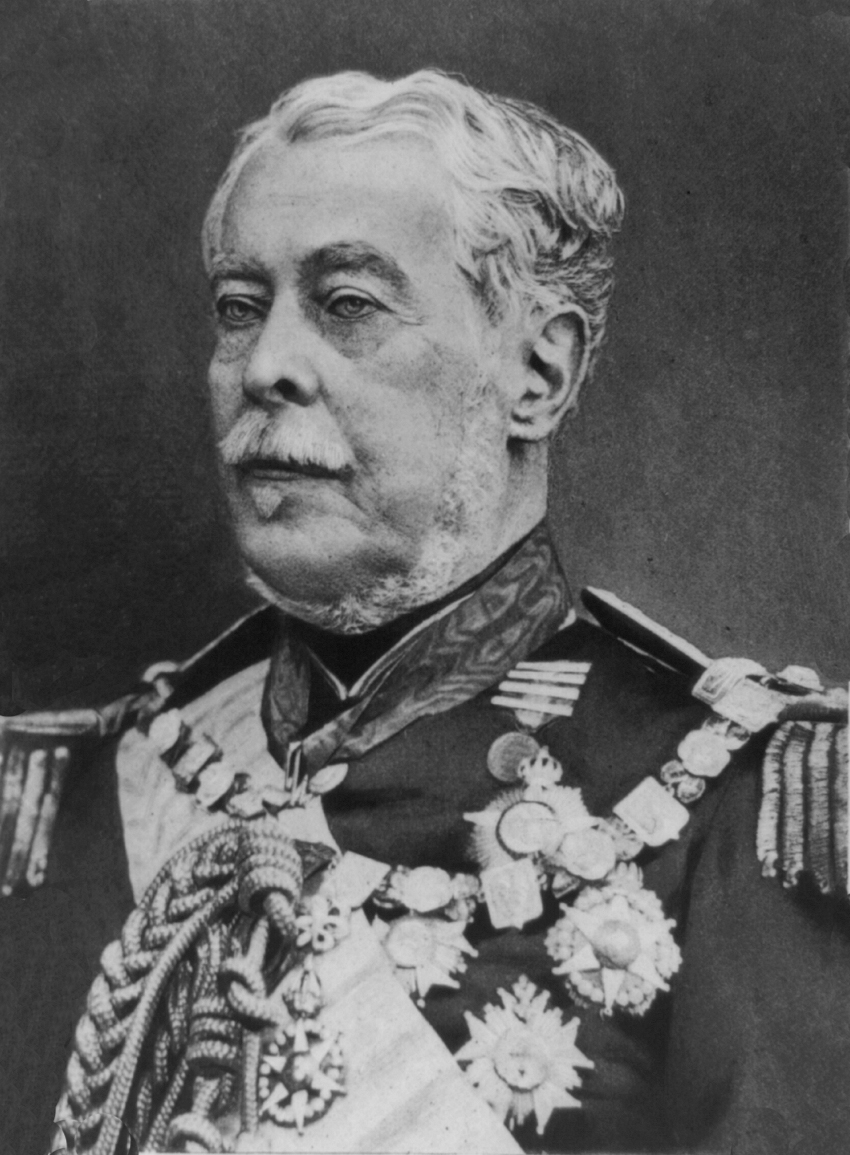
Luis Alves de Lima e Silva, Duque de Caxias

El 13 de mayo el ministro Taques informó a la Asamblea Legislativa.
El 24 de mayo de 1862 la crisis había provocado la caída del Duque de Caxias y su reemplazo por Zacarias de Góis e Vasconcelos, quien nombró como canciller a Carlos Carneiro de Campos, 3° Visconde de Caravelas, y en Justicia a Francisco José Furtado. Sin embargo la vida del gabinete Zacarias fue breve: el 30 de mayo era reemplazado por Pedro de Araújo Lima, Marquês de Olinda, quien nombró a Miguel Calmon du Pin e Almeida, Marquês de Abrantes, en Relaciones Exteriores y a Caetano Maria Lopes Gama en Justicia.
Si bien buena parte de la opinión pública resentía la actitud británica, se reconocía que Albardão era «el barrio clásico de las depredaciones, los robos, asesinatos y estrangulamientos» y que había habido delito e incapacidad del estado en responder al mismo: «No son los cañones Armstrong los que exigen una satisfacción sino el derecho de las naciones, el código que regula las relaciones internacionales. Las humillaciones de 1851 no pueden traerse a cuenta de lo que ahora sucede: donde entonces hubo abuso, ahora sólo hay un justo reclamo que debe ser satisfecho».
Russell escribía a Christie 3 de julio manifestando que pese a que tenía «muy escasas esperanzas de arribar a una conclusión satisfactoria en este asunto» presionara al gobierno imperial para, más allá de hallar a los culpables, obtener compensaciones: «Exista o no culpabilidad de las autoridades locales de Brasil, no hay duda de que se ha cometido un atropello y que el asunto refleja el poco crédito que merece el estado de la civilización brasileña, por lo que en tales circunstancias parece natural que el Gobierno brasileño debería estar ansioso de conceder todas las reparaciones que estén a su alcance».

### Incidente de la fragataForte

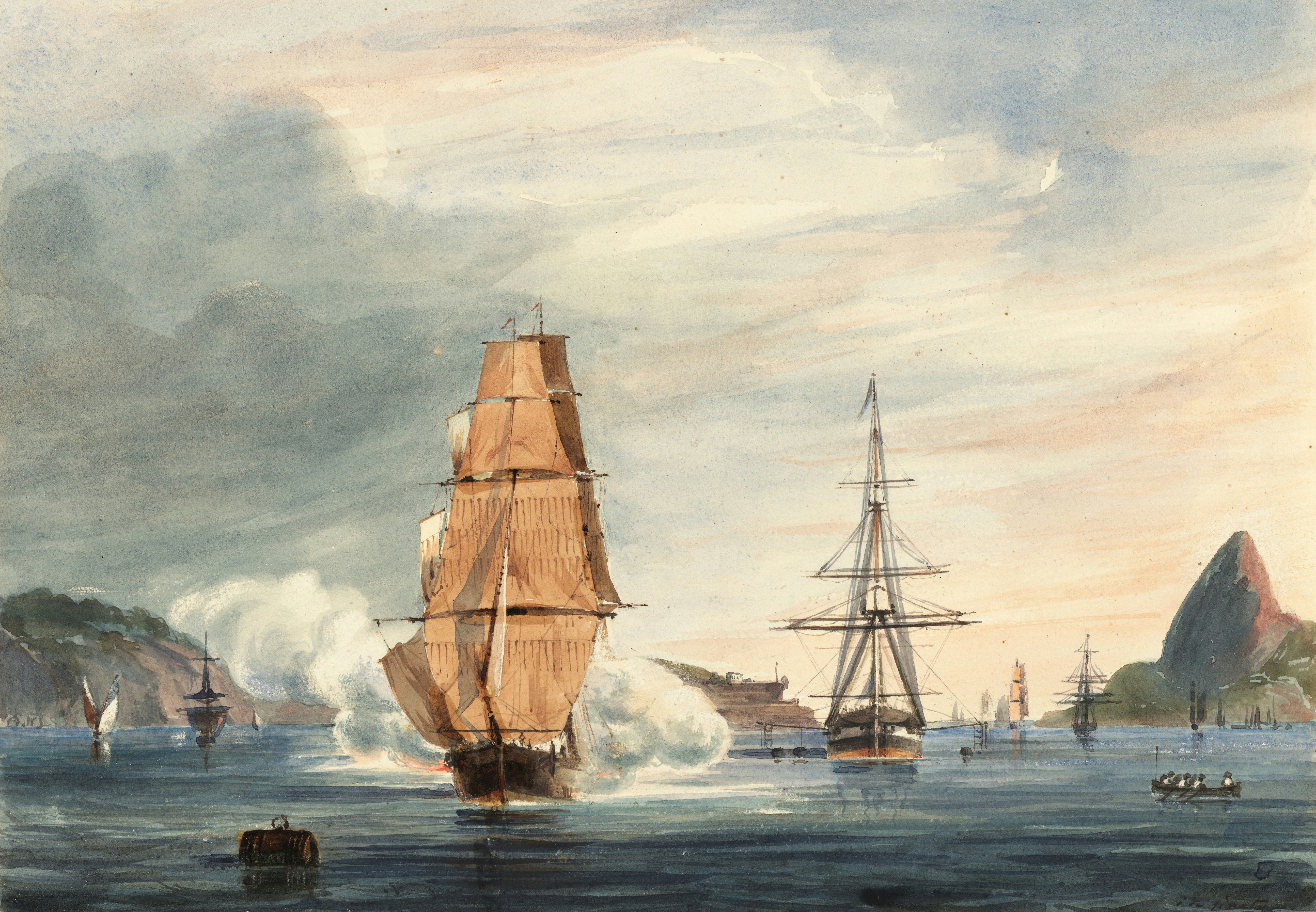
Bahía de Río de Janeiro (ca.1840)

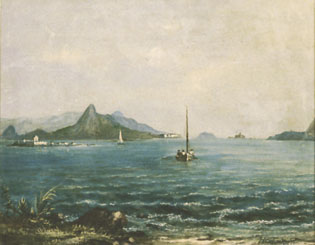
Entrada a la Bahía de Río de Janeiro (ca.1860)

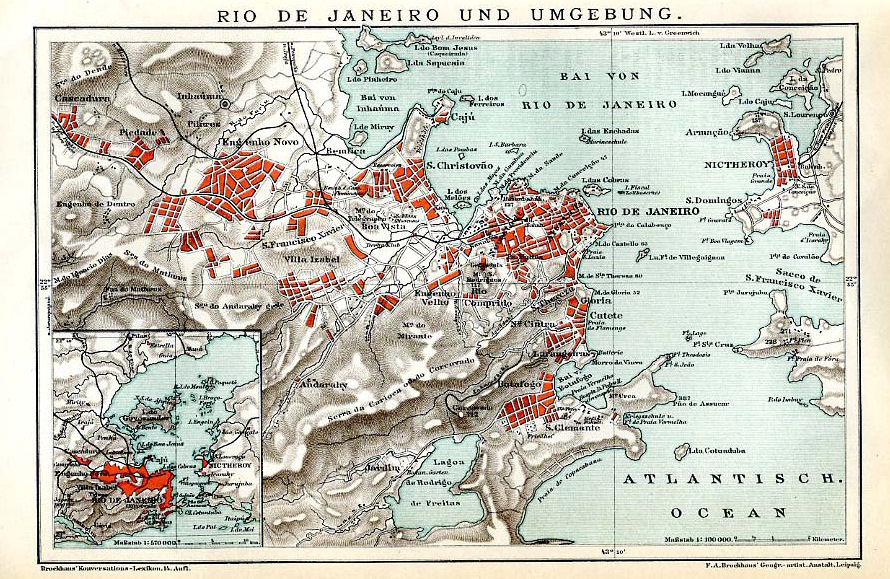
Mapa de Río de Janeiro (1885)

Pronto, un nuevo incidente agravaría aún más la situación entre ambas naciones.
Según declararían posteriormente, alrededor de las 19 horas del martes 17 de junio de 1862 el reverendo George Geoffrey Ward Clemenger, capellán de la fragata de 51 cañones HMS Forte, el teniente John Eliot Pringle y el guardiamarina Geoffrey Hornby, oficiales de la misma nave, todos de civil, regresaban de Tijuca y se dirigían a tomar el "machambomba", pesado carro de dos pisos, a Río de Janeiro cuando fueron detenidos por un centinela. El capellán fue interpelado y respondió "Ud.que quiere?", tras lo que el guardia lo detuvo con la culata de su fusil y lo amenazó con su bayoneta mientras llamaba a la guardia del puesto. Mientras el centinela golpeaba nuevamente con la culata de su fusil a Clemenger, el resto de los guardias se abalanzó sobre sus compañeros reduciendo al teniente Pringle que llevaba un bastón por toda arma y a Hornby.
Tras lo que los oficiales británicos coincidirían en calificar «el asalto más injustificable y brutal contra mi persona y libertad» fueron conducidos a la guardia, donde se identificaron ante el oficial de guardia y tras escribir una nota que el oficial se comprometió en entregar al consulado a primera hora del siguiente día, fueron confinados.
En la mañana del miércoles 18 fueron conducidos a pie a Río con una escolta de 7 policías, rechazándose el pedido de utilizar un carruaje que los británicos se ofrecieron a costear en razón de que «que a pesar de ser oficiales ahora eran presos comunes». Ya en una estación de policía de la capital, Pringle preguntó «al oficial si eran perfectamente conscientes de nuestra posición y nacionalidad, a lo que respondió de manera afirmativa». Nuevamente se tomaron sus datos y fueron confinados en una prisión «abarrotada de hombres de la más baja extracción social», donde permanecieron dos horas.
El capitán Thomas Saumarez de la HMS Forte se encontraba en tierra caminando con el capitán Arthur Robert Henry de la goleta de 6 cañones HMS Stromboli cuando a las 17 horas del miércoles 18 fue notificado que sus oficiales estaban en prisión.
Encontrando cerrado el consulado, Saumarez se dirigió a la central de policía. Allí se reunió con el jefe de policía Agostinho Luiz Da Gama, le confirmó la identidad de los detenidos y requirió su libertad, comprometiéndose a ponerlos a disposición de la justicia para cualquier vista necesaria. El jefe de policía se negó a hacerlo y le notificó que las deposiciones ante el tribunal se efectuarían a la mañana siguiente. Saumarez le preguntó entonces quien era su superior, a lo que Da Gama respondió que el ministro de Justicia, pero que incluso él no podría ponerlos en libertad.
Finalmente, la intervención del consulado a través de Tupper fueron trasladados en carruaje a otra prisión con mejores condiciones por otra hora y media y finalmente a la estación central de policía donde fueron «tratados con la cortesía necesaria».
En la mañana del jueves un oficial les notificó que estaban en libertad por orden escrita de la jefatura de policía de Río, pero no pudo informarles la razón del confinamiento, si se había presentado cargos, porque no habían sido llevados ante juez alguno y si estaban libres bajo fianza.
El 20 de junio de 1862, ya en la Forte, Clemenger, Pringle y Hornby escribieron sus declaraciones que Saumarez envió al contralmirante Richard Laird Warren.
El 22 de junio de 1862 Warren escribió a Christie acerca del que llamó «el más brutal ultraje cometido contra 3 oficiales del buque de su Majestad Forte», acompañando las declaraciones de los implicados. Warren no se limitaba a notificar los hechos sino que requería la colaboración del cónsul para obtener del Gobierno brasileño una investigación del «atroz ultraje» que castigara a sus autores y las reparaciones más amplias para «las indignidades cometidas contra el honor nacional y por el brutal asalto realizado en las personas de estos oficiales».
Mientras Warren partía a Montevideo, Christie tuvo en sus manos la nota del comandante naval en la mañana del 24, mientras se disponía a abandonar Río para un descanso de una semana por motivos de salud. En camino a las afueras se detuvo en casa del marqués de Abrantes y en su ausencia puso al tanto de lo sucedido a su secretario, tras lo que siguió viaje. En la mañana del 25, Mr.Elliot, oficial del consulado interinamente a cargo de Thomas Hollocombe, entregó a Abrantes copia de las declaraciones y de la dura carta de Warren respecto de los sucesos «que se habían convertido en la comidilla de la ciudad».
Cuando Christie regresó a Río el 1 de julio nada se había hecho. Se reunió de inmediato con Abrantes quien se comprometió a que el jefe de policía iniciaría la investigación.
El 4 de julio Warren y los oficiales implicados estaban ya en Río. Recién el día 17 de julio, Abrantes envió al cónsul el reporte preliminar pero no las deposiciones.
Para el 2 de agosto aún no habían sido enviadas, por lo que Christie y Warren resolvieron preparar un informe propio, el cual Christie enviaba a Lord Russel el 7 de agosto de 1862, manifestando su parecer de que «el Gobierno brasileño ha procedido con inadecuada lentitud e indiferencia dada la gravedad de los hechos y el grave carácter de las denuncias del almirante Warren».
El reporte remitido por Abrantes recogía la versión de los hechos brindada por los miembros del destacamento de Tijuca:
1. Que en la tarde del 17 de junio, tras cenar y tomar dos botellas de vino de Burdeos y media botella de cognac en el hotel de Robert Bennett en Tijuca, tres extranjeros se dirigieron a la ciudad;
2. Que en el camino molestaron a los transeúntes y trataron de desmontar a un jinete violentamente al tomar las riendas de su caballo;
3. Que a las 7 de la tarde llegaron a la estación del destacamento y el llamado Clemenger dio unos pasos hacia el centinela y le preguntó "¿Qué estás haciendo allí?". Cuando el centinela le dio la orden de retirarse, Clemenger comenzó a propinarle bastonazos por lo que el centinela se defendió con la culata de su arma sin usar su bayoneta para no herirlo y llamó a la guardia;
4. Que la guardia hizo uso moderado de la fuerza para detener a los extranjeros que opusieron viva resistencia;
5. Que una vez detenidos en el puesto el comandante les requirió sus nombres y que, al no comprender la lengua, se utilizaron los servicios como traductor del vecino austríaco Rodolph Müller pero los extranjeros «eligieron no contestar las preguntas mostrándose altaneros y desdeñosos»;
6. A pesar de todo, «fueron tratados por el comandante del destacamento con la mayor amabilidad y urbanidad, proveyéndolos no sólo de papel para escribir y cartas para jugar, sino también poniendo a su disposición su propia cama, la única en la casa de guardia»;
7. Que si bien estos tres extranjeros «no estaban completamente borrachos no parecían estar en plena posesión de sus facultades mentales»;
8. Que al día siguiente fueron enviados a Río sin que el comandante supiera aún que eran oficiales navales británicos. A su llegada «no fueron puestos en la prisión de esclavos, sino en el de los hombres libres, donde también puede haber personas de color ya que, según nuestra legislación no existe ninguna diferencia en las condiciones de encarcelamiento a causa de esta condición». Tan pronto como se conoció su condición de oficiales, fueron enviados de inmediato a otro centro penitenciario especial y luego a los cuarteles de los cuerpos policiales.

### La Cuestión Christie
Dos días después del incidente con los marinos, el entonces Ministro de Relaciones Exteriores de Brasil, Antônio Coelho de Sá e Albuquerque, envió una nota diplomática al embajador británico, pidiendo que los responsables del incidente fueran puestos a disposición de las autoridades nacionales. El trámite era necesario porque los súbditos británicos solo respondían a los tribunales de su país. 
William Christie respondió exigiendo que se compensara a los afectados por los sucesos del Prince of Wales, afirmando que los miembros de su tripulación muertos habían sido asesinados por los ladrones, la detención de los marineros brasileños involucrados en los recientes disturbios y la dimisión de los policías que participaron en la detención, así como la presentación de una disculpa formal por parte del gobierno imperial a Gran Bretaña. De no cumplirse con sus términos, la Royal Navy bloquearía la entrada de la Bahía de Guanabara.
El 31 de diciembre de 1862 un escuadrón de guerra al mando del contralmirante Richard Laird Warren, compuesto de la fragata HMS Forte, las goletas HMS Stromboli (comandante Arthur Robert Henry) y HMS Curlew (comandante Charles Stuart Forbes), la corbeta HMS Satellite (comandante John Ormsby Johnson) y la cañonera HMS Doterel, interceptó a cinco navíos brasileños que se aproximaban o partían del puerto del puerto de Río de Janeiro, llevándoselos a una bahía vecina, conservándolos allí, y exigió una compensación del gobierno de £ 3200. El bloqueo se levantó el 6 de enero de 1863.
Este incidente enfureció a la población de la capital, que promovió una serie de protestas y amenazó con tomar represalias en contra de la práctica de las propiedades británicas en el país.
Tras protestar las medidas, el gobierno brasileño, a través de su representación en Londres, presentó una demanda de indemnización por la confiscación de las embarcaciones capturadas por el almirante Warren a principios del año 1863, más allá de la exigencia de una disculpa formal por la violación del territorio nacional. 

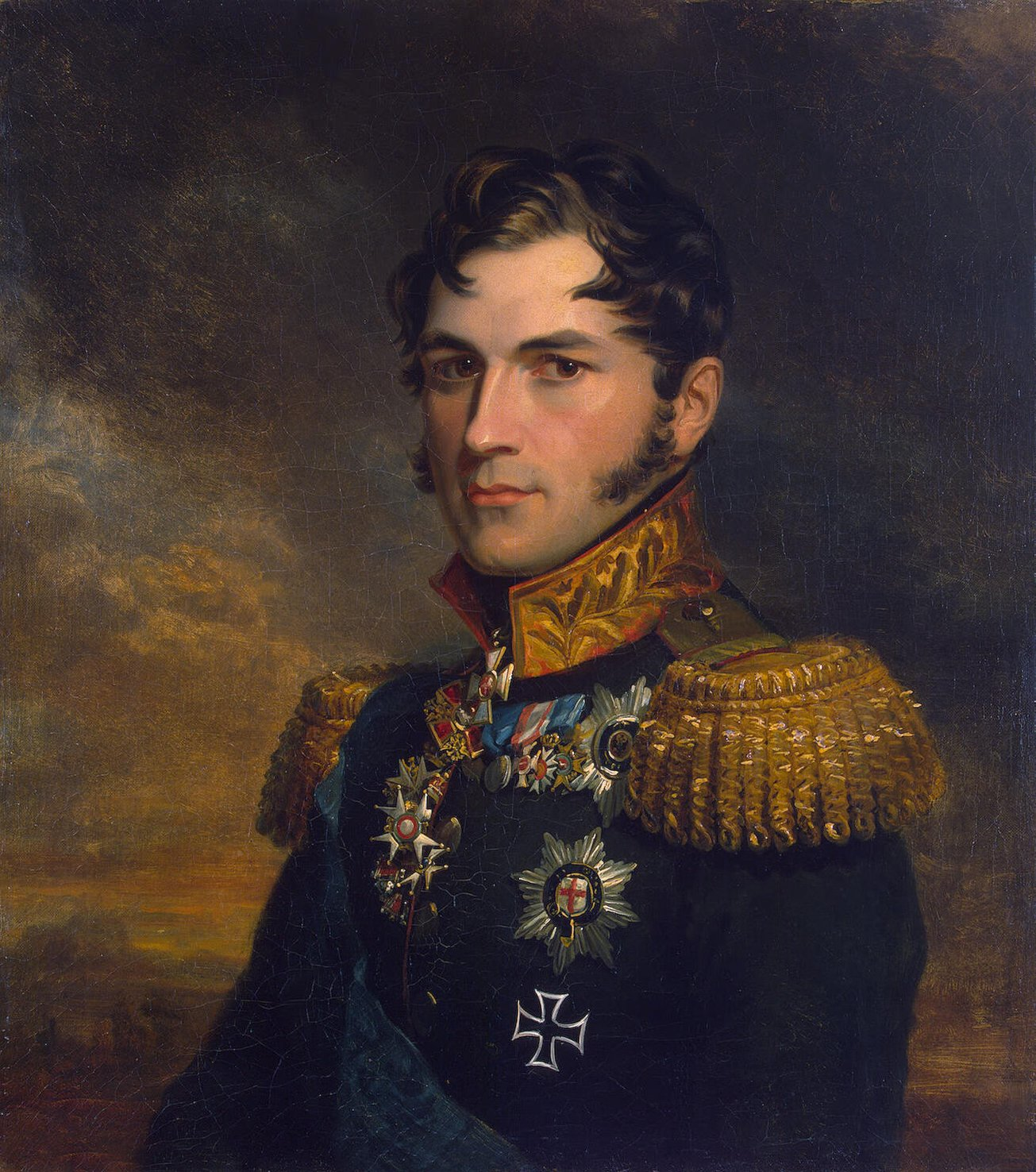
Leopoldo I de Bélgica

Ante la escalada, el gobierno brasileño aceptó el arbitraje del rey belga Leopoldo I de Bélgica, de la Casa de Sajonia-Coburgo-Gotha, pero solo en lo referente al trato de los oficiales de la fragata Forte.
En la creencia de que el arbitraje sería contrario a Brasil, Pedro II decidió pagar por adelantado la indemnización manifestando que la base de la discusión no hacia al dinero sino al desprecio británico por la soberanía del Brasil. 
Contra lo esperado, el 18 de junio de 1863 el árbitro Leopoldo, tío de la reina Victoria, sentenció a favor de Brasil. Era ministro en Bruselas el consejero Joaquin Tomas do Amaral, después barón y vizconde de Cabo Frío.
El resultado fue comunicado al representante del gobierno brasileño en Bruselas, cuando fue recibido en la corte el 21 de junio de 1863. 
Ante el resultado, el emperador comenzó a exigir la devolución del dinero pagado y una disculpa por parte del embajador británico, pero nunca consiguió ni lo uno ni lo otro.
El diplomático del Imperio en Londres Francisco Ignácio de Carvalho Moreira, después barón de Pinedo, pidió al gabinete de Saint James:
1. que manifieste su pesar por los hechos ocurridos en las represalias
2. que manifieste no haber tenido intención de violar la soberanía del Imperio
3. indemnización de los interesados

Negándose a todo el gobierno inglés, el ministro se retiró de Gran Bretaña y el 25 de mayo de 1863 Brasil rompía relaciones con Gran Bretaña.
El nuevo rey de Portugal Luis I ofreció entonces su mediación y propuso como bases las cláusulas ya rechazadas.
Desechada esa mediación, en 1864 Gran Bretaña ofreció términos de avenencia que no admitió Brasil por no reconocerse derecho a indemnización.

## Invasión de Uruguay y guerra del Paraguay
La cuestión Christie, antes de finalmente resolverse, tendría indirectamente un importante papel en los acontecimientos que desembocarían en la Invasión Brasileña de 1864 y en la sangrienta guerra de la Triple Alianza.
Cuando los dirigentes del estado de Río Grande presionaron al gobierno para actuar contra las depredaciones, reales o supuestas, cometidas contra sus ciudadanos en el Uruguay a raíz de la guerra civil que asotaba ese país, la reciente humillación pesó decididamente en la opinión pública y las autoridades: «cuando el viejo brigadier Neto vino a Río de Janeiro a principios de 1864 a excitar a nuestro gobierno contra el gobierno del Uruguay, presentando, nuevo Régulo de la campaña oriental, el cuadro de los atropellos de largo tiempo atrás cometidos en daño de los brasileños, prodújose un arrebato de la opinión, y de este violento impulso nació la misión Saraiva. Acabábamos de sufrir la humillación de las represalias inglesas en la entrada de la bahía de Río de Janeiro, y la propia democracia, con Teófilo Ottoni a la cabeza, mostrábase de humor tan belicoso como se decía estarlo el emperador mismo»
Así, la misión de los hacendados riograndenses halló el eco esperado y la misión Saraiva iba condenada al fracaso: «La irritada impotencia del gobierno blanco coincidía por desgracia con el ardor belicoso sentido en Río de Janeiro. Nuestro gobierno parecía no tener más idea que la de obligar al Uruguay a satisfacer sus exigencias. No quería descontar la revolución sino aprovecharla, ni creía en los planes pacificadores de Saraiva. Sentía necesidad de fortalecerse levantando el prestigio del imperio, lastimado por la cuestión inglesa. La idea de represalias toma el aspecto de un reflejo del pundonor nacional ofendido.»
Era evidente sin embargo la duplicidad del gobierno brasileño que condenaba por un lado a Gran Bretaña por la adopción de represalias por delitos contra sus ciudadanos que afectaban la soberanía brasileña y simultáneamente operaba de manera similar con Uruguay, peor aún, ya que llegaría a la invasión. Así lo señala el mismo actor principal del affaire, W.D.Christie, quien en Notes on Brazilians Questions escribe: «Estaba el ejército brasileño para cruzar la frontera y ejercer las represalias contra Montevideo, cuando el señor Carvalho Moreira recibió órdenes de protestar y protestó contra las represalias inglesas en aguas del Brasil como constituyendo una violación del derecho público y de la soberanía brasileña».
Por otro lado, al evidenciarse la relativa indefensión de los principales puertos brasileños y la insuficiencia de la marina imperial frente a la amenaza de una flota moderna, impulsó al gobierno imperial a lanzarse a un rearme, aún antes de iniciarse el conflicto con Paraguay: «al ocurrir repentinamente en 1862 la cuestión inglesa, el país siente que está por completo desarmado, sin ejército ni marina; que no ha hecho más que dormir en paz un sueño militar de veinte años (más de una generación) interrumpido sólo por el golpe contra Rosas».

## Resolución del conflicto

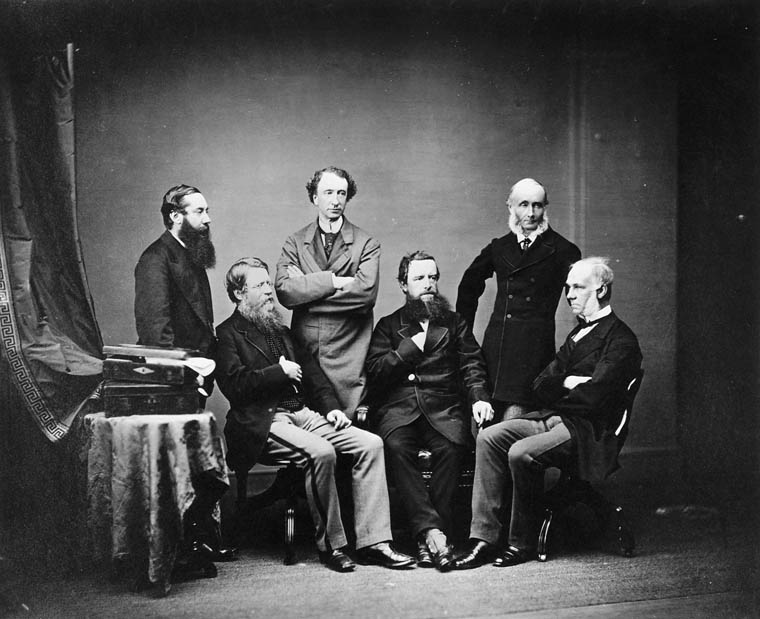
Edward Thornton, sentado a la derecha (1871).

En 1865 se renovaron las negociaciones. Recibió el gobierno de Pedro de Araújo Lima, marqués de Olinda; en misión al embajador en Argentina sir Edward Thornton. Gran Bretaña cumplía los dos primeros puntos del reclamo brasileño y aceptaba el fallo belga, pero insistía con no reconocer indemnizaciones.
Pese a esto, la proposición fue aceptada por el gobierno. Al ser censurada su actitud en el parlamento por el diputado José Bonifacio en la sesión del 30 de abril, en representación del gabinete, Saraiva explicó que la cuestión fue sometida a los ministros del gabinete en estos términos:
1. Será conveniente dadas las circunstancias actuales del país, y dado el punto al que ha llegado la negociación, negarnos a aceptar el medio de restablecer las relaciones diplomáticas que se nos ofrecen?
2. No podrá perjudicarnos ante la opinión pública de Europa el hecho de rechazar las condiciones ofrecidas solo porque en ellas no está incluida la indemnización pecuniaria?
3. podrá prescindirse de esta en atención a que el gobierno inglés da el primer paso mandando una misión especial, aparte de la permanente que luego enviará?
4. puede aceptar el gobierno imperial la última proposición sin quebranto de la dignidad del país?[6]

El emperador por su parte escribió: «Cedí a la opinión de casi todos los ministros y consejeros de estado. Si hubiera hecho lo contrario y hubiesen ocurrido graves complicaciones en la cuestión del Paraguay, ¿que habrían dicho del imperialismo?».
Efectivamente, la situación del Brasil, involucrada ya en la guerra contra Paraguay, y la imposibilidad de sostener y escalar un conflicto con la principal potencia del mundo, hacían razonable un acuerdo. Por otro lado, Brasil precisaba del crédito británico y entre 1863 y 1865 había acudido con éxito al mercado de Londres para contratar empréstitos, que el gabinete Palmerston toleró pese a tener como destino el rearme, lo que era citado por otra parte como una señal de que el gobierno británico no creía que la situación ameritara una guerra.
Incluso algunos destacados políticos británicos habían salido en defensa del Brasil, entre ellos Cobden y Bright, lord Malmesbury, Mr.Fitzgerald, Mr.Osborne, Mr.Roebuck, Mr.Bramley Moore, lord Brougham, sir Hugh Cairns y lord Salisbury, entonces lord Cecil.
Finalmente, aceptadas las proposiciones de Gran Bretaña, el 23 de septiembre de 1865 el embajador Thornton se reunió con el emperador en el teatro de operaciones, en las barracas de Uruguayana, dando así fin al episodio.